# Dimitar Makrijev
Dimitar Ivanov Makrijev (bolgarsko Димитър Макриев), bolgarski nogometaš, * 7. januar 1984, Gotse Delčev, Bolgarija.
Trenutno kot napadalec igra za Vihren Sandanski. V sezoni 2006/07 je za NK Maribor dosegel 13 golov in tako v tej sezoni postal najboljši strelec kluba. 